# مارغوت بوير
مارغوت بوير (بالهولندية: Margot Boer)‏ هي متزلجة هولندية، ولدت في 7 أغسطس 1985 في Woubrugge ‏ في هولندا.

## وصلات خارجية
- الموقع الرسمي
- مارغوت بوير على موقع SpeedSkatingBase.eu (الإنجليزية)
- مارغوت بوير على موقع SpeedSkatingNews.info (الإنجليزية)
- مارغوت بوير على موقع SpeedSkatingStats.com (الإنجليزية)
- مارغوت بوير على موقع اللجنة الأولمبية الدولية (الإنجليزية)
- مارغوت بوير على موقع أوليمبيديا (الإنجليزية)